# 찐 가요쇼
《이한위의 찐 가요쇼》는 대한민국 광주광역시·전라남도 민영방송사 kbc의 라디오 kbc My FM(광주·전남 중북부,전남 서남부 FM 101.1㎒/전남 영광 FM 104.3㎒/전남 동부권 FM 96.7㎒/전남 광양 FM 90.7㎒)에서 이한위의 진행으로 방송되는 라디오 프로그램이다. 2022년 6월 30일 자로 6개월만에 폐지되었다.

## 프로그램 소개
배우 이한위의 거시기한 생각 찐 가요와 함께하는 우리들의 찐한 이야기.

## 매일 코너
- 사연과 신청곡

| kbc My FM 평일 프로그램 |                     |                         |
| 이전                    | 이한위의 찐 가요쇼  | 다음                    |
| 두시탈출 컬투쇼         | 이한위의 찐 가요쇼  | kbc 6시 뉴스            |
| 오후 2시 ~ 오후 4시     | 오후 4시 ~ 저녁 6시 | 저녁 6시 ~ 저녁 6시 5분 |
|                         |                     |                         |